# Veľký jarok
Veľký jarok je přírodní památka v oblasti Malé Karpaty.
Nachází se v katastrálním území obce Moravany nad Váhom v okrese Piešťany v Trnavském kraji. Území bylo vyhlášeno či novelizováno v letech 1964, 1987 na rozloze 0,8506 ha. Ochranné pásmo nebylo stanoveno.